# Copa Fed Juvenil
La Copa Billie Jean King Juvenil (Junior Billie Jean King Cup en inglés), también conocida como Copa Mundial de Tenis Sub-16, es una competición internacional de tenis, organizada por la Federación Internacional de Tenis (ITF), equivalente a la Copa Billie Jean King, pero para menores de 16 años. A diferencia de la mayoría de los eventos de tenis a nivel mundial, en la Fed Cup no participan jugadores a título individual, sino equipos nacionales compuestos por diversos jugadores designados por su federación nacional deportiva. El torneo es realizado desde 1985.
El país con más títulos es Estados Unidos con siete. La campeona en ejercicio es Estados Unidos, tras ganar la Copa Billie Jean King Juvenil 2022 por 3-0 ante República Checa, en Antalya, Turquía en 2022.

## Resultados

### Ganadoras
| Año  |                                                | Campeón                                        |                                                |                                                | Subcampeón                                     |                                                | Fecha                                          | Lugar                                          |
| ---- | ---------------------------------------------- | ---------------------------------------------- | ---------------------------------------------- | ---------------------------------------------- | ---------------------------------------------- | ---------------------------------------------- | ---------------------------------------------- | ---------------------------------------------- |
| 1985 | Bandera de Checoslovaquia                      | Checoslovaquia                                 | 3                                              | 0                                              | Australia                                      | Bandera de Australia                           | 1985                                           | Kobe, Japón                                    |
| 1986 | Bandera de Bélgica                             | Bélgica                                        | 2                                              | 1                                              | Checoslovaquia                                 | Bandera de Checoslovaquia                      | 1986                                           | Tokio, Japón                                   |
| 1987 | Bandera de Australia                           | Australia                                      | 2                                              | 1                                              | URSS                                           | Bandera de la Unión Soviética                  | 1987                                           | Friburgo de Brisgovia, Alemania                |
| 1988 | Bandera de Australia                           | Australia                                      | 3                                              | 0                                              | Argentina                                      | Bandera de Argentina                           | 1988                                           | Perth, Australia                               |
| 1989 | Bandera de Alemania Occidental                 | Alemania                                       | 2                                              | 1                                              | Checoslovaquia                                 | Bandera de Checoslovaquia                      | 1989                                           | Asunción, Paraguay                             |
| 1990 | Bandera de los Países Bajos                    | Países Bajos                                   | 2                                              | 1                                              | URSS                                           | Bandera de la Unión Soviética                  | 1990                                           | Róterdam, Países Bajos                         |
| 1991 | Bandera de Alemania                            | Alemania                                       | 2                                              | 1                                              | Paraguay                                       | Bandera de Paraguay                            | 1991                                           | Barcelona, España                              |
| 1992 | Bandera de Bélgica                             | Bélgica                                        | 3                                              | 0                                              | Argentina                                      | Bandera de Argentina                           | 1992                                           | Castelldefels, España                          |
| 1993 | Bandera de Australia                           | Australia                                      | 2                                              | 1                                              | Estados Unidos                                 | Bandera de Estados Unidos                      | 1993                                           | Wellington, Nueva Zelandia                     |
| 1994 | Bandera de Sudáfrica                           | Sudáfrica                                      | 3                                              | 0                                              | Francia                                        | Bandera de Francia                             | 1994                                           | Tucson, Estados Unidos                         |
| 1995 | Bandera de Francia                             | Francia                                        | 2                                              | 1                                              | Alemania                                       | Bandera de Alemania                            | 1995                                           | Essen, Alemania                                |
| 1996 | Bandera de Eslovenia                           | Eslovenia                                      | 2                                              | 1                                              | Alemania                                       | Bandera de Alemania                            | 1996                                           | Zúrich, Suiza                                  |
| 1997 | Bandera de Rusia                               | Rusia                                          | 2                                              | 0                                              | Francia                                        | Bandera de Francia                             | 1997                                           | Vancouver, Canadá                              |
| 1998 | Bandera de Italia                              | Italia                                         | 2                                              | 1                                              | Eslovaquia                                     | Bandera de Eslovaquia                          | 1998                                           | Cuneo, Italia                                  |
| 1999 | Bandera de Argentina                           | Argentina                                      | 2                                              | 1                                              | Eslovaquia                                     | Bandera de Eslovaquia                          | 1999                                           | Perth, Australia                               |
| 2000 | Bandera de República Checa                     | República Checa                                | 2                                              | 1                                              | Hungría                                        | Bandera de Hungría                             | 2000                                           | Hiroshima, Japón                               |
| 2001 | Bandera de República Checa                     | República Checa                                | 3                                              | 0                                              | Polonia                                        | Bandera de Polonia                             | 2001                                           | Santiago, Chile                                |
| 2002 | Bandera de Bielorrusia                         | Bielorrusia                                    | 3                                              | 0                                              | República Checa                                | Bandera de República Checa                     | 2002                                           | La Baule, Francia                              |
| 2003 | Bandera de los Países Bajos                    | Países Bajos                                   | 2                                              | 1                                              | Canadá                                         | Bandera de Francia                             | 2003                                           | Essen, Alemania                                |
| 2004 | Bandera de Argentina                           | Argentina                                      | 2                                              | 0                                              | Canadá                                         | Bandera de Canadá                              | 2004                                           | Barcelona, España                              |
| 2005 | Bandera de Polonia                             | Polonia                                        | 2                                              | 0                                              | Francia                                        | Bandera de Francia                             | 2005                                           | Barcelona, España                              |
| 2006 | Bandera de Bielorrusia                         | Bielorrusia                                    | 2                                              | 1                                              | Rusia                                          | Bandera de Rusia                               | 2006                                           | Barcelona, España                              |
| 2007 | Bandera de Australia                           | Australia                                      | 2                                              | 1                                              | Polonia                                        | Bandera de Polonia                             | 2007                                           | Reggio Emilia, Italia                          |
| 2008 | Bandera de Estados Unidos                      | Estados Unidos                                 | 2                                              | 0                                              | Reino Unido                                    | Bandera del Reino Unido                        | 2008                                           | San Luis Potosí, México                        |
| 2009 | Bandera de Rusia                               | Rusia                                          | 2                                              | 0                                              | Alemania                                       | Bandera de Alemania                            | 2009                                           | San Luis Potosí, México                        |
| 2010 | Bandera de Rusia                               | Rusia                                          | 2                                              | 0                                              | China                                          | Bandera de la República Popular China          | 2010                                           | San Luis Potosí, México                        |
| 2011 | Bandera de Australia                           | Australia                                      | 2                                              | 0                                              | Canadá                                         | Bandera de Canadá                              | 2011                                           | San Luis Potosí, México                        |
| 2012 | Bandera de Estados Unidos                      | Estados Unidos                                 | 3                                              | 0                                              | Rusia                                          | Bandera de Rusia                               | 2012                                           | Barcelona, España                              |
| 2013 | Bandera de Rusia                               | Rusia                                          | 2                                              | 0                                              | Australia                                      | Bandera de Australia                           | 2013                                           | San Luis Potosí, México                        |
| 2014 | Bandera de Estados Unidos                      | Estados Unidos                                 | 3                                              | 0                                              | Eslovaquia                                     | Bandera de Eslovaquia                          | 2014                                           | San Luis Potosí, México                        |
| 2015 | Bandera de República Checa                     | República Checa                                | 2                                              | 1                                              | Estados Unidos                                 | Bandera de Estados Unidos                      | 2015                                           | Madrid, España                                 |
| 2016 | Bandera de Polonia                             | Polonia                                        | 2                                              | 1                                              | Estados Unidos                                 | Bandera de Estados Unidos                      | 2016                                           | Budapest, Hungría                              |
| 2017 | Bandera de Estados Unidos                      | Estados Unidos                                 | 2                                              | 0                                              | Japón                                          | Bandera de Japón                               | 2017                                           | Budapest, Hungría                              |
| 2018 | Bandera de Estados Unidos                      | Estados Unidos                                 | 2                                              | 1                                              | Ucrania                                        | Bandera de Ucrania                             | 2018                                           | Budapest, Hungría                              |
| 2019 | Bandera de Estados Unidos                      | Estados Unidos                                 | 2                                              | 1                                              | República Checa                                | Bandera de República Checa                     | 2019                                           | Orlando, Estados Unidos                        |
| 2020 | Torneo cancelado debido a la pandemia COVID-19 | Torneo cancelado debido a la pandemia COVID-19 | Torneo cancelado debido a la pandemia COVID-19 | Torneo cancelado debido a la pandemia COVID-19 | Torneo cancelado debido a la pandemia COVID-19 | Torneo cancelado debido a la pandemia COVID-19 | Torneo cancelado debido a la pandemia COVID-19 | Torneo cancelado debido a la pandemia COVID-19 |
| 2021 | Bandera de República Checa                     | República Checa                                | 2                                              | 0                                              | Japón                                          | Bandera de Japón                               | 2021                                           | Antalya, Turquía                               |
| 2022 | Bandera de Estados Unidos                      | Estados Unidos                                 | 3                                              | 0                                              | República Checa                                | Bandera de República Checa                     | 2022                                           | Antalya, Turquía                               |
| 2023 | Bandera de Estados Unidos                      | Estados Unidos                                 | 2                                              | 0                                              | República Checa                                | Bandera de República Checa                     | 2023                                           | Córdoba, España                                |
| 2024 | Bandera de Estados Unidos                      | Estados Unidos                                 | 2                                              | 1                                              | Rumania                                        | Bandera de Rumania                             | 2024                                           | Antalya, Turquía                               |

### Títulos por país
| Rank. | País            | Campeón | Subcampeón | Primera | Última |
| 1     | Estados Unidos  | 9       | 3          | 2008    | 2024   |
| 5     | República Checa | 5**     | 6          | 1985    | 2021   |
| 2     | Australia       | 5       | 2          | 1987    | 2011   |
| 3     | Rusia           | 4       | 4*         | 1997    | 2013   |
| 5     | Alemania        | 2       | 3          | 1989    | 1991   |
| 6     | Argentina       | 2       | 2          | 1999    | 2004   |
| 6     | Polonia         | 2       | 2          | 2005    | 2016   |
| 8     | Países Bajos    | 2       | 0          | 1990    | 2003   |
| 8     | Bélgica         | 2       | 0          | 1986    | 1992   |
| 8     | Bielorrusia     | 2       | 0          | 2002    | 2006   |
| 11    | Francia         | 1       | 3          | 1995    | 1995   |
| 12    | Sudáfrica       | 1       | 0          | 1994    | 1994   |
| 12    | Eslovenia       | 1       | 0          | 1996    | 1996   |
| 12    | Italia          | 1       | 0          | 1998    | 1998   |
| 15    | Canadá          | 0       | 3          |         |        |
| 15    | Eslovaquia      | 0       | 3          |         |        |
| 17    | Japón           | 0       | 2          |         |        |
| 18    | Hungría         | 0       | 1          |         |        |
| 18    | Reino Unido     | 0       | 1          |         |        |
| 18    | China           | 0       | 1          |         |        |
| 18    | Ucrania         | 0       | 1          |         |        |
| 18    | Paraguay        | 0       | 1          |         |        |
| 18    | Rumania         | 0       | 1          |         |        |

(*) Como Unión Soviética 

(**) Como Checoslovaquia en un campeonato y dos subcampeonatos